# PR-544
A Rodovia PR-544 é uma estrada planejada, ou seja, ainda não existe de fato, fazendo parte do plano viário do Estado do Paraná. Pelo plano, a obra ligaria a cidade de Astorga (entroncamento com a rodovia PR-454) diretamente à cidade de Santa Fé e teria aproximadamente 29,5 km.